# 富田砕花
富田 砕花（とみた さいか、1890年11月15日 - 1984年10月17日）は、日本の詩人、歌人。校歌や市町歌の作詞など、旺盛な詩作活動を行なったことから「兵庫県文化の父」と称される。

## 略歴
岩手県盛岡市生まれ。本名・戒治郎。日本大学殖民科卒業。1902年に上京し、同年12月から会計検査院に勤める。1908年、与謝野寛と与謝野晶子の新詩社に加わり、石川啄木とともに歌会に参加する。以来、啄木に思想的な影響を受け、啄木の死に際してエッセイを発表した。
1912年、歌集『悲しき愛』を出版する。その前後にホイットマンやエドワード・カーペンターの訳詩集を刊行し、彼らの詩を日本に初めて紹介した。1915年、最初の詩集『末日頌』を上梓。大正詩壇における民衆詩派の詩人として活躍した。福田正夫・白鳥省吾・百田宗治らとともに「民衆誌派の詩人」と目された。
1921年、兵庫県芦屋市に移住する。1931年頃から校歌の作成を依頼されるようになり、ほかに戦前の全国中等学校野球大会や日本体操大会の行進歌や大会歌を作詞した。1975年、日本現代詩人会から先達詩人表彰を受けるが辞退する。1983年、地域文化振興文部大臣賞を受賞。
1984年10月17日、心臓病のため死去。享年93歳。死後、蔵書や遺品類が芦屋市に寄贈され、「富田砕花顕彰会」が発足した。1990年、富田砕花賞が設立された。
金子光晴は、砕花の紹介したアメリカ・デモクラシーの詩人たちの思想に影響を受け、｢耽美主義的、エゴイスチックな女性観が粉砕された｣と回想している。

## 著作
- 『悲しき愛 歌集』岡村盛花堂、1912年
- 『末日頌』1915年
- 『地の子』私家版、1919年
- 『草の葉』ウオールト・ホヰツトマン、大鐙閣、1919 - 20年
  - 新版：朝日新聞社、1949年、グラフ社、1971年、第三文明社、1990年、同社新版2018年（電子書籍でも再刊）
- 『カアペンタア詩集』新潮社、1920年
- 『富田砕花詩集』新潮社、1921年
- 『時代の手』大鐙閣、1922年
- 『解放の芸術』大鐙閣、1922年
- 『登高行』更生閣、1924年
- 『手招く者』同人社、1926年
- 『歌風土記 兵庫県』神戸新聞社、1950年
- 『ひこばえのうた　富田砕花詩集』同刊行会、1970年
- 『兵庫讃歌』同刊行会、1971年
- 『視差錯落』同刊行会、1975年
- 『属目散趣 遺歌集』富田砕花遺歌集刊行会、1985年10月
- 『富田砕花全詩集』富田砕花先生全詩集刊行会、1988年

## 顕彰施設
- 富田砕花旧居